# 格奥尔基·贡加泽
格奥尔基·鲁斯兰诺维奇·贡加泽（羅馬化：Heorhii Ruslanovych Gongadze，羅馬化：Giorgi Ruslanis dze Ghonghadze；1969年5月21日—2000年9月16日），格鲁吉亚裔乌克兰记者，他于2000年9月16日被绑架失踪。同年11月，民警在基辅州塔拉夏区的森林里发现疑似他的无头尸体。贡加泽的死成为全国丑闻，导致了多次反对的列昂尼德·库奇马政府的抗议活动。2005年9月23日，总统维克多·尤先科追授他“乌克兰英雄”称号。
2000年，烏克蘭總統列昂尼德·庫奇馬被檢控，涉嫌因錄音醜聞而下令綁架並殺害他。